# Andrea Landini
Pour les articles homonymes, voir Landini (homonymie).
Andrea Landini (Florence, 10 décembre 1847 - Florence, 1935) est un peintre italien.

## Biographie
Andrea Landini, qui a étudié la peinture auprès de Pasquini et Ciseri, est connu pour ses réalisations de portraits et de fleurs, mais il est surtout connu pour ses sujets ecclésiastiques dépeignant les cardinaux dans leurs habits d'apparat. 
Ses peintures souvent humoristiques sont peintes dans le moindre détail et l'utilisation de couleurs comme les riches violet et pourpres donnent à ses peintures une certaine richesse.
Andrea Landini a exposé ses œuvres à Florence et à Paris où sa dernière exposition  a été présentée à la société des artistes français (1911).

## Œuvres
- Le Digestif, huile sur toile, 46 × 38,1 cm
- Appartements de Louis XIV à Versailles, anniversaire du Chef, collection privée,
- Le Favori du Cardinal, Huile sur toile, 47 × 38,5 cm, collection privée,
- Männerakt (1935), Palais Dorotheum, 17 novembre 2009, Salzburg,
- The Connoisseurs, Sotheby's, 3 juin 2009, Londres,
- The Recital, Bonhams, 23 janvier 2013, Londres,
- Il Brindisi, Pandolfini, 5 juin 2012, Florence,
- A Game Of Chess, Bonhams, 25 janvier 2012, Londres.